# Epicypta angusticollaris
Epicypta angusticollaris är en tvåvingeart som först beskrevs av Edwards 1929.  Epicypta angusticollaris ingår i släktet Epicypta och familjen svampmyggor. Inga underarter finns listade i Catalogue of Life.